# 士官
士官（しかん、commissioned officer）は軍隊において階級が少尉以上の軍人のこと。士官学校などで指揮官としての教育・兵科教育を受け任用される。自衛隊では3尉（3等陸尉・3等海尉・3等空尉）以上の幹部自衛官がこれに相当する。
日本語では将校とも言う。日本軍では時代により「将校」と「士官」を使い分けたり、意味が異なる場合があった（後述）
船舶用語で船長、機関長、航海士などの高級船員が士官と呼ばれる場合がある。

## 概要

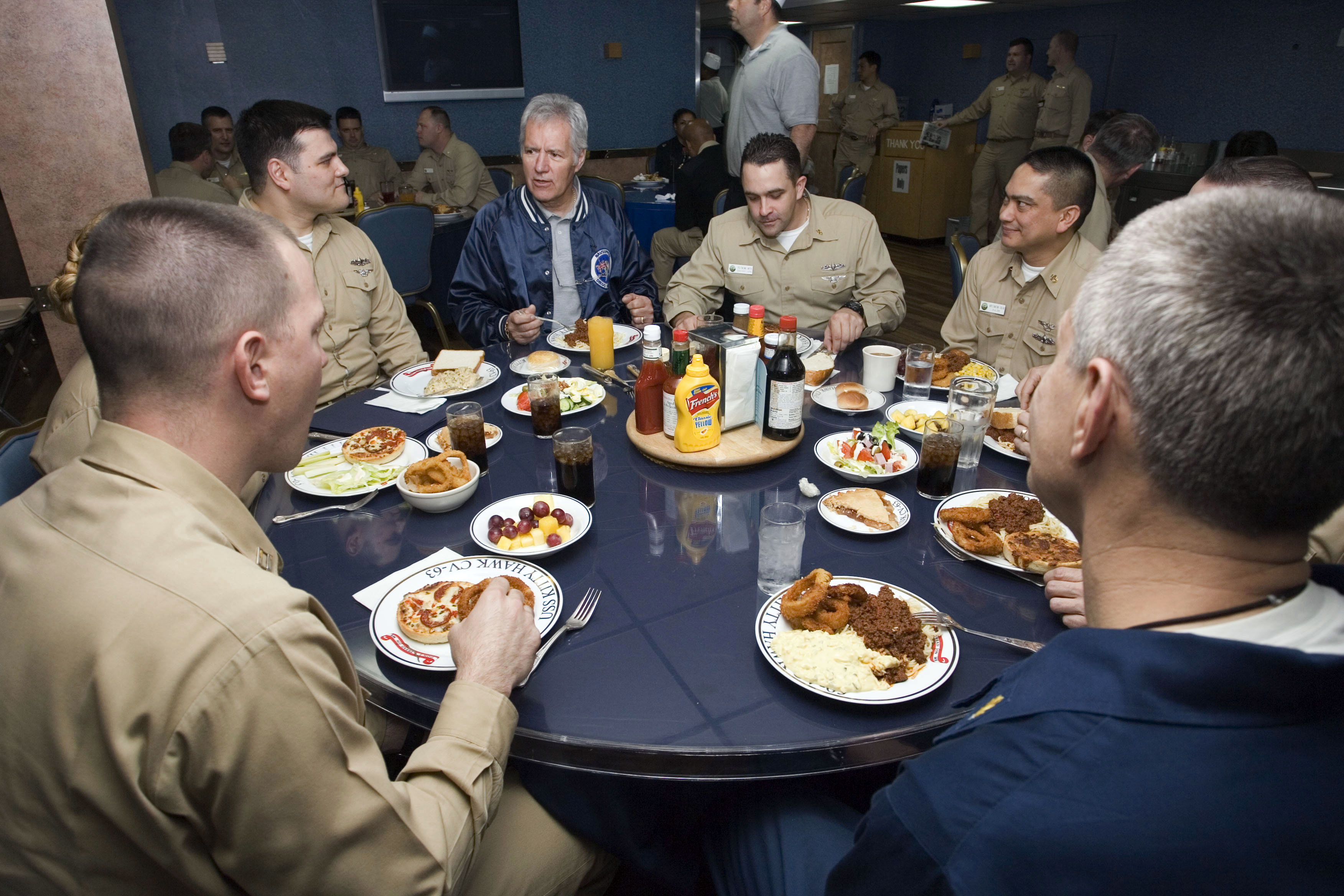
キティホーク (空母)の士官用食堂（ジャンパーを着ているのは訪問中のアレックス・トレベック）

軍隊の士官は、当初は建国に参加した豪族と戦士の家柄に連なる貴族など支配階級に近い階層の出身者が任命されており、役職ではなく身分のような扱いであった。しかし近代以降は軍隊の専門化が進み、士官養成学校で教育を受けた貴族が任用されるようになった。一般的に士官は基本的な軍事教練を受けた後に指揮官としての教育を受け、さらに専門となる兵科について学ぶ。もっとも、兵卒から下士官への昇任は通常のことであるが、下士官から士官への昇任は限定される国が多く、そのため本来的身分は下士官に属しながらも、特に辞令を受けて士官と同様の待遇を受ける准士官制度が発達した。
先住民族の子孫やその他の平民にも士官への道が開かれるようになって以降も、ノブレス・オブリージュの考えから貴族の男子は士官学校へ進むことが半ば義務となっていた。現代でも貴族制が残る国では、貴族の男子は士官学校へ進む例が多い。士官は元首を代理する者とされ、陸軍では小隊長又は中隊長以上の部隊の指揮官は士官を以て充てることが通常である。また、海軍にあっては、対外的に国家を代表する軍艦（軍艦搭載艇などの短艇を含む）は絶対に士官の指揮下になければならず、このことは国連海洋法条約第29条に現れている（軍艦参照）。また航空機のパイロットは高度な権限を有することから士官に限られる国が多い。
士官の地位や出身階層における性格の残滓は、「捕虜の待遇に関する1949年8月12日のジュネーヴ条約」第49条などに見られる。同条においては、第1項及び第2項で捕虜の労働者としての使用を認めている。ところが、第3項但書においては、「将校又はこれに相当する地位の者……に対しては、いかなる場合にも、労働を強制してはならない」と規定して、本人の志願がない限り士官に労働させる事を禁じている。イギリスなど一部の国では軍法として「将校及び紳士に相応しくない行為」という士官の振る舞いについての罰則が存在するが、これは士官（貴族）に品格が求められていた時代の名残である。
士官の階級制度は国や時代によって異なる。なお、士官の階級を上から「将官」「佐官」「尉官」の3つの区分に分け、それぞれの区分の中に上から「大・中・少」「1等・2等・3等」といった順序を示す語を付して階級名とするのは日本独自の方法である。
士官の任用･教育については、中等教育修了者を大学相当の教養教育及び軍事専門教育を行う士官学校において教育し卒業した20歳前後の者を少尉として任用する国が多い。士官学校を経ない者を士官として任用する制度を有する国もあるが、原則として高等教育修了が要件とされることが多い。かつては自衛隊の幹部候補生採用試験も大学卒業が受験資格とされていた。その他一般大学在学中の学生に士官としての教育を行う制度もある（ROTC）。先進国の軍隊では高学歴化に伴いこのような士官の採用区分の多様化が進んでおり、アメリカ軍の士官は士官学校卒業者より一般大学出身者が多くなるに至っている。国民皆兵制度を維持している国では、徴集兵の中から選抜して士官候補者とする国もある。また、医師、パイロット、弁護士など養成に時間のかかる職種は士官待遇、高度な技術者は士官に近い待遇の特技兵や技術将校として採用する枠を別途用意している国が多い。アーサー・C・クラークは第二次世界大戦時に動員された当初伍長だったが、レーダー技術者として評価され復員時には技術将校（大尉）となっていた。
下士官以下とは福利厚生面で待遇が異なり、一定規模の基地や駐屯地には幹部専用の食堂や士官室（Wardroom）が設けられていることが多い。小型艦艇や潜水艦は狭いため食堂は共通であることが多いが、空母などは余裕があるため地上基地と遜色ない士官室が用意され、食堂で提供されるメニューも異なる。ただし自衛隊では隊員の食事は階級にかかわらず同一である。陸上・航空自衛隊では幹部用（幹部食堂）と曹士用（隊員食堂）は大部屋をパーティションで区切り、椅子やテーブルを木製にしただけの駐屯地・基地が多い。海上自衛隊では、陸上部隊・航空基地等は陸上・航空自衛隊と同一であるが、艦艇においては配食の際、士官室を食堂として使用し喫食する。また艦艇では、メニューは曹士と同一であるものの、専用食器に盛り付けがなされた上で（曹士はセルフサービス形式である）「役員」と呼ばれる当番業務を行う海士が、給仕を行う。一方でアメリカ軍のように給食が有料となるなど、貴族が戦争費用を自己負担していた時代の名残も残っている。
なお、冷戦下での東側諸国においては与党が軍隊を掌握するために政治委員を各部隊に配属して、党の利益を擁護する見地から部隊指揮官を監視していた。この政治委員を政治将校と呼ぶ場合もある（詳しくは政治将校参照）。

## 自衛隊

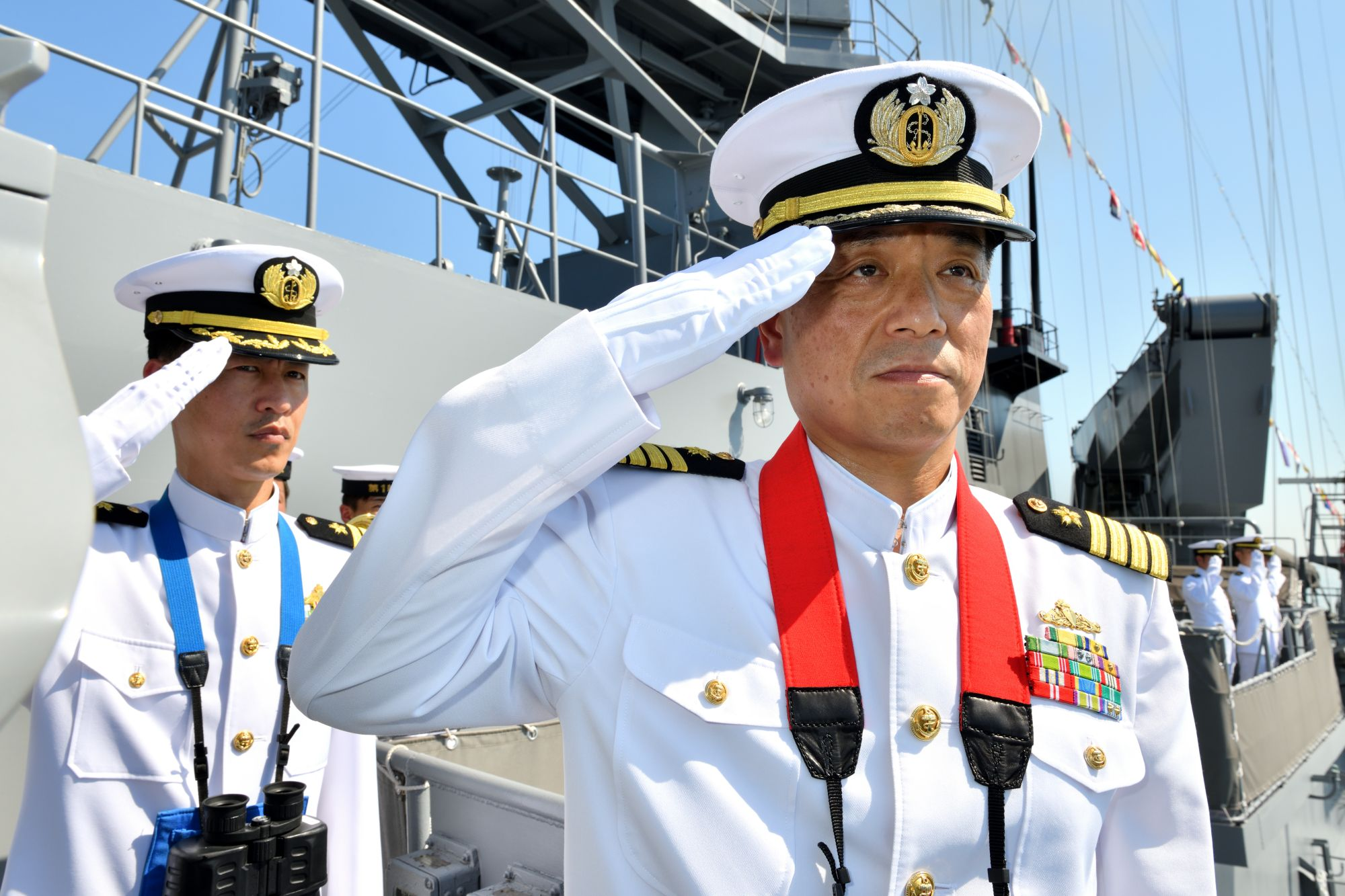
第1種礼装夏服を着用した海上自衛隊幹部

日本の各自衛隊においては士官に相当する地位の者を幹部自衛官（かんぶじえいかん）と呼称する。ただし海上自衛隊ではその生い立ちから旧海軍譲りの士官という語を用いることも多く、自衛隊の中で唯一正式名称として士官と呼称することがある。例えば、士官室、当直士官、副直士官、警衛士官、甲板士官、機関科副直士官、係士官など艦内編成において多く用いる。
陸・海・空の各自衛隊では、防衛大学校を卒業した者、または各自衛隊の幹部候補生採用試験の合格者等を各幹部候補生学校で数か月から1年程度教育した後に3尉に任用することが最も一般的である。
幹部自衛官は、陸上では職種、海上・航空では特技に分類されるが、一般の幹部自衛官と、医官・歯科医官・薬剤官・看護官たる幹部自衛官や音楽科の幹部自衛官等で、法令上の権限等の差は設けられていない。
なお、自衛隊の前身たる保安隊では「幹部保安官」（かんぶほあんかん）、警備隊では「幹部警備官」（かんぶけいびかん）とそれぞれ呼称した。

### 幹部自衛官の宣誓
士・曹から幹部自衛官（尉官に相当する）に昇任する場合、自衛隊法施行規則第42条に則り、以下のような宣誓書に署名捺印を行い、宣誓をする。

## 大日本帝国陸軍の将校（士官）
陸軍では、陸軍将校の階級となるのは、「大将-中将-少将-大佐-中佐-少佐-大尉-中尉-少尉」である（陸軍軍人に準じる扱いを受けた朝鮮軍人の将校は、日韓併合の1910年（明治43年）から1920年（大正9年）まで旧韓国軍時代のままの階級－大将・副将・参将・正領・副領・参領・正尉・副尉・参尉－を用いた）。
当初は、兵科分類は階級名称においても反映され、佐尉官では「陸軍○○大尉」（歩兵・騎兵・砲兵・工兵・憲兵など）と区別された。後に将校相当官が各部将校に改められるに伴い、衛生部・経理部といった各部等でも同様の階級名が用いられるようになる。更に1940年（昭和15年）には兵科が廃止され、憲兵科と各部将校を除きいずれの兵科も階級の前に称していた兵科名を廃し単に「陸軍大佐」のように称した。
将校になるには中学校や陸軍幼年学校を卒業して陸軍士官学校で学ぶのが一般的であった。士官学校卒業後、4か月間の見習士官を経て少尉に任官した。ただし、後に陸軍士官学校本科が陸軍士官学校と航空士官学校に分かれると、航空士官学校は6か月間教育期間が長かったため、見習士官はなかった。他に兵や下士官から選抜されて、カリキュラムは異なるものの士官候補生と同じ陸軍士官学校で将校学生として教育される少尉候補者や、甲種幹部候補生として予備士官学校を卒業して将校になる者もいた。太平洋戦争末期の歩兵部隊における幹部候補生出身の将校の比重は、師団の急増とともに高まっていった。
兵科の士官候補生の教育については、陸軍士官学校に詳述。
最終的な将校の官等表は次の通りである。
| 区分 | 兵科     | 兵科         | 技術部       | 経理部       | 経理部       | 経理部       | 衛生部       | 衛生部       | 衛生部         | 衛生部       | 衛生部       | 獣医部       | 獣医部         | 法務部       | 法務部         | 法務部 | 軍楽部       |
| ---- | -------- | ------------ | ------------ | ------------ | ------------ | ------------ | ------------ | ------------ | -------------- | ------------ | ------------ | ------------ | -------------- | ------------ | -------------- | ------ | ------------ |
| 将官 | 陸軍大将 | 陸軍大将     |              |              |              |              |              |              |                |              |              |              |                |              |                |        |              |
| 将官 | 陸軍中将 | 陸軍中将     | 陸軍技術中将 | 陸軍主計中将 | 陸軍主計中将 | 陸軍建技中将 | 陸軍軍医中将 | 陸軍薬剤中将 |                |              |              | 陸軍獣医中将 |                | 陸軍法務中将 |                |        |              |
| 将官 | 陸軍少将 | 陸軍少将     | 陸軍技術少将 | 陸軍主計少将 | 陸軍主計少将 | 陸軍建技少将 | 陸軍軍医少将 | 陸軍薬剤少将 | 陸軍歯科医少将 |              |              | 陸軍獣医少将 |                | 陸軍法務少将 |                |        |              |
| 佐官 | 陸軍大佐 | 陸軍憲兵大佐 | 陸軍技術大佐 | 陸軍主計大佐 | 陸軍主計大佐 | 陸軍建技大佐 | 陸軍軍医大佐 | 陸軍薬剤大佐 | 陸軍歯科医大佐 |              |              | 陸軍獣医大佐 |                | 陸軍法務大佐 |                |        |              |
| 佐官 | 陸軍中佐 | 陸軍憲兵中佐 | 陸軍技術中佐 | 陸軍主計中佐 | 陸軍主計中佐 | 陸軍建技中佐 | 陸軍軍医中佐 | 陸軍薬剤中佐 | 陸軍歯科医中佐 |              |              | 陸軍獣医中佐 |                | 陸軍法務中佐 |                |        |              |
| 佐官 | 陸軍少佐 | 陸軍憲兵少佐 | 陸軍技術少佐 | 陸軍主計少佐 | 陸軍主計少佐 | 陸軍建技少佐 | 陸軍軍医少佐 | 陸軍薬剤少佐 | 陸軍歯科医少佐 | 陸軍衛生少佐 | 陸軍衛生少佐 | 陸軍獣医少佐 | 陸軍獣医務少佐 | 陸軍法務少佐 | 陸軍法事務少佐 |        | 陸軍軍楽少佐 |
| 尉官 | 陸軍大尉 | 陸軍憲兵大尉 | 陸軍技術大尉 | 陸軍主計大尉 | 陸軍主計大尉 | 陸軍建技大尉 | 陸軍軍医大尉 | 陸軍薬剤大尉 | 陸軍歯科医大尉 | 陸軍衛生大尉 | 陸軍衛生大尉 | 陸軍獣医大尉 | 陸軍獣医務大尉 | 陸軍法務大尉 | 陸軍法事務大尉 |        | 陸軍軍楽大尉 |
| 尉官 | 陸軍中尉 | 陸軍憲兵中尉 | 陸軍技術中尉 | 陸軍主計中尉 | 陸軍主計中尉 | 陸軍建技中尉 | 陸軍軍医中尉 | 陸軍薬剤中尉 | 陸軍歯科医中尉 | 陸軍衛生中尉 | 陸軍衛生中尉 | 陸軍獣医中尉 | 陸軍獣医務中尉 | 陸軍法務中尉 | 陸軍法事務中尉 |        | 陸軍軍楽中尉 |
| 尉官 | 陸軍少尉 | 陸軍憲兵少尉 | 陸軍技術少尉 | 陸軍主計少尉 | 陸軍主計少尉 | 陸軍建技少尉 | 陸軍軍医少尉 | 陸軍薬剤少尉 | 陸軍歯科医少尉 | 陸軍衛生少尉 | 陸軍衛生少尉 | 陸軍獣医少尉 | 陸軍獣医務少尉 | 陸軍法務少尉 | 陸軍法事務少尉 |        | 陸軍軍楽少尉 |

## 大日本帝国海軍の士官

### 基本的な階級
制度上は兵から下士官、准士官、士官と順次進級できる可能性がある陸軍と異なり、学歴至上主義の海軍では士官と学歴が無い下士官兵では全く別の階層だった。海軍士官と言っても職種と任用前の経歴により大別すると、正規の養成教育を受けた｢士官｣、商船学校出身や予備学生出身の｢予備士官｣、それと下士官兵から累進した｢特務士官｣に分けられていた。
その内、「士官」は戦闘要員を主体とする兵科士官（「将校」）と戦闘要員を支援する技術士官（「将校相当官」）に更に分けられた。兵科士官は海軍兵学校、海軍機関学校で3年間教育を受けたあと、海軍少尉候補生に命ぜられ、練習艦隊の訓練、つづいて艦隊での実地勤務を経ると海軍少尉に任用されて、正式な兵科士官となって配属される。少尉、中尉の間は広く知識と経験を得させるため、甲板士官、砲術士、通信士など一通り何でもやらされるが、おおむね大尉に進級すると、各種術科学校（砲術、水雷、通信、航海、潜水、飛行）の高等科学生に入校して、特性に応じた教育を平時の場合は約１年間（太平洋戦争中は大幅に短縮）受けた。術科学校の高等科学生を卒業すると改めて勤務する軍艦において、教育された各科の科長、つまり砲術長、水雷長、通信長、航海長、内務（1943年12月に新設。それまでの運用科、工作科と機関科の電気部門、補助機械部門を統合）長についた。技術科士官は造船科、造機科（艦船のエンジン）、造兵科（兵器）、水路科の4科の士官を総括していう。大学令による大学（主として東京帝国大学）の工学部、理学部在学中の学生から試験で採用、海軍（造船／造機／造兵）学生として毎月一定の手当てを支給。卒業と同時に造船中尉、造機中尉、造兵中尉に任官する。1942年（昭和17年）11月、前述の4科は技術科に一本化、官職名は海軍技術中尉になった。
このほか、主計科・軍医科・薬剤科・歯科医科・法務科・看護科・軍楽科も「将校」でなく「将校相当官」である（時期により異なる）。
兵科士官のみが「将校」とし、その他の科に属する士官は「将校相当官」とし、指揮権はなく、昇進も中将どまりである。なお、1904年（明治37年）以降は、東京高等商船学校や神戸高等商船学校の生徒について入校即日に海軍予備生徒（海軍予備員）に任じ、卒業後は予備少尉あるいは予備機関少尉に任官させた。高等商船学校生徒は、在校中、海軍砲術学校に6ヶ月間入校し初級予備士官としての教育を受けた。予備士官は、制度上は最終的に大佐まで昇進できるようになっていた。これらは海軍の兵科・機関科の関係の変遷や階級呼称の変遷に伴い、それに準じて制度が改正された。
海軍士官の階級・兵科将校（兵科将校という表現は厳密には1920年-1942年（大正9年-昭和17年）のみ用いられている）の場合：大将-中将-少将-大佐-中佐-少佐-大尉-中尉-少尉-少尉候補生
昭和期の海軍においては、習慣的な呼称として大佐を“だいさ”、大尉を“だいい”と呼ぶことがあった。ただし、大将は陸軍と同じ“たいしょう”であった。大将のみ“たいしょう”と読む理由は、司令官たる大佐（本来は少将ポストだが今後昇任予定、もしくは特例による大佐）が座乗する旗艦については少将旗ではなく代将旗（だいしょうき）を掲揚するので、これと大将とを混同しないようにするためである。
1870年（明治3年）から日本の海軍はイギリス海軍の兵制を斟酌して編制してきたが、1912年以前のイギリス海軍には中佐及び中尉に相当する官が無く、各国海軍の官制でも大将（アドミラル）以下少尉（サブリフテナント）までを7官階とするものが多かった 。
このため1886年（明治19年）までの官階にては大佐・中佐を以てケピテン (Captain) に相当し、大尉・中尉を以てレフテナント (Lieutenant) に相当すると定めてきたところ 、外国海軍で同一の官であるものが日本では異なる官名に別れていると外交上不都合が多いとして、1886年（明治19年）7月12日に大中佐を合わせ大佐とし大中尉を合わせて大尉とし大将以下7官名とした。ただし、官等は陸軍武官及び文官との比較ができるように大佐は奏任一等二等とし大尉は奏任四等五等とした。
その後、海軍の技術が著しく進歩して軍艦に一大変遷を来したために、これを指揮・操縦する武官の責任の重さや資格及び待遇に著しい差が生まれたことから、1897年（明治30年）9月16日に責任の軽重に応じた資格あるものを補職できるように再び中佐及び中尉の官を置き職課に対する官階の適合を期した。

### 機関科
明治初期は、直接戦闘に従事する高等武官（海軍兵学校出身者が中心）のみを将校として、それ以外（機関官を含む）は乗組文官であった。1872年（明治5年）に機関官などが武官に転換して士官となる。1906年（明治39年）の「明治39年1月26日勅令第9号」により、機関官の階級呼称を兵科のそれにならう（機関総監・機関大監・機関中監・機関少監・大機関士・中機関士・少機関士を、機関中将・機関少将・機関大佐・機関中佐・機関少佐・機関大尉・機関中尉・機関少尉と改める）。
1915年、大正4年12月2日勅令第216号により、機関官が機関将校（将校とは異なる区分）と改められる（この時点では将校・機関将校の2種が置かれる）。
1920年（大正9年）に大正8年9月22日勅令第427号により「機関将校」及び「予備機関将校」が、「将校」に統合されて「将校」（機関科）及び「予備将校」（機関科）となる（機関科将校）。
1924年（大正13年）に少将以上の兵科・機関科の区別を廃止する。
1942年（昭和17年）に将校の兵科・機関科の区別を廃止する。
長らく、戦闘に直接従事する高等武官と、機関科に属する士官とを区別していたのは、有事の際に指揮権継承の優先権を軍令承行令に基いて、戦闘指揮の教育を受けている海軍兵学校出身者に与えるためであった。

### 特務士官
軍艦など高度な科学技術を用いて設計、製造、配備、操作、運用、整備される武器、装備品や機関を取り扱うため、海軍の下士官兵はそれら兵器類の取り扱いに習熟していなければならない。准士官の兵曹長が、砲術科、水雷科など各科での実務面のリーダーである掌砲長、信号長、電信長、掌整備長などになっていた が、下士官からの叩き上げでは兵曹長より上には名誉進級か戦死に伴った昇進の場合を除いて進級できなかった。
日露戦争が終わると海軍は、棍棒外交方針により巨大な海軍力を建設しつつ太平洋へも進出を企てているアメリカを仮想敵国に定め、1907年（明治40年）に初度決定された帝国国防方針を元にした大建艦計画の一環として、1915年（大正4年）から八四艦隊案の予算化整備が始まる。増加する新鋭艦艇へいずれ下士官兵が多数必要となるが、要員の熟練度を上げる養成は短期間では不可能だった。それで下士官兵が習熟すべき実務に熟達している兵曹長をそのまま退役させるのではなく、陸軍にはない｢特務士官｣という独自の官階を新たに作って移し現役定限年齢も50歳に延ばして海軍に留めておこうとした。
特務士官は、実際は海軍兵学校を頂点とするエリート意識がアイデンティティである海軍の学閥偏重主義、学歴至上主義のため、叩き上げの優秀なエキスパートであっても将校とはされず、正規の士官より下位とされたため、時に『スペ公』という蔑称で呼ばれ、大田正一のように自身の意見が聞き入れられない事に不満を抱く者もいた。
軍令承行令での有事における指揮権の委譲では階級に関係なく
1. 兵科将校
2. 機関科将校
3. 兵科予備士官
4. 機関科予備士官
5. 兵科特務士官
6. 機関科特務士官
7. 主計科士官
8. 主計科予備士官
9. 軍医科士官
10. 薬剤科士官
11. 歯科医科士官

の順であった。

#### 制度の変遷
1897年（明治30年）12月1日に明治30年勅令第310号を施行して海軍武官官階表を改正したがこのときはまだ特務士官の名称がなく、士官の欄に海軍兵曹長、海軍軍楽長、海軍船匠長、海軍機関兵曹長、海軍看護長、海軍筆記長を加え、少尉と同等（高等官八等：奏任）とした。
明治30年勅令第313号により海軍高等武官進級条令を改正し、兵曹長及び機関兵曹長は特選により中尉及び中機関士に進級させることができるとした。
明治30年勅令第314号海軍高等武官補充条例を定め、この条例で兵曹長相当官と称するのは軍楽長・船匠長・機関兵曹長・看護長及び筆記長を言い、海軍兵曹長及びその相当官は現役准士官中技量抜群であって実役停年6箇年を超えた者より選抜任用するとした。
1915年（大正4年）12月15日、大正4年勅令第216号を施行して改正した別表の海軍武官官階表では、海軍兵曹長、海軍機関兵曹長、海軍軍楽長、海軍船匠長、海軍看護長、海軍筆記長についてこれに特務士官なる名称を設けた 。海軍武官官階表の海軍機関兵曹長の位置を海軍兵曹長の次に移動した。
1920年（大正9年）4月1日、大正9年勅令第10号を施行して次のように改称、海軍兵曹長 → 海軍特務少尉、海軍機関兵曹長 → 海軍機関特務少尉、海軍軍楽長 → 海軍軍楽特務少尉、海軍船匠長 → 海軍船匠特務少尉、海軍看護長 → 海軍看護特務少尉、海軍筆記長 → 海軍主計特務少尉、海軍予備兵曹長 → 海軍予備特務少尉、海軍予備機関兵曹長 → 海軍予備機関特務少尉。
特務士官で最も上の階級を大尉と同等に改め、特務大尉と特務中尉を新設。
1942年（昭和17年）11月1日、特務士官の階級名から「特務」との呼称が削除され、特務大尉 → 大尉、特務中尉 → 中尉、特務少尉 → 少尉 と改められたが、実際は海軍廃止まで特務士官制度は存続し必要に応じて「特務士官たる～尉」と区別されていた。
| [ 注 8 ] | [ 注 8 ] | 1897年（明治30年） | 1897年（明治30年） | 1915年（大正4年） | 1915年（大正4年） | 1920年（大正9年） | 1942年（昭和17年） |
| -------- | -------- | ------------------ | ------------------ | ----------------- | ----------------- | ----------------- | ------------------ |
| 高等官   | 六等     | 士官               |                    | 特務士官          |                   | 特務大尉          | 大尉               |
| 高等官   | 七等     | 士官               |                    | 特務士官          |                   | 特務中尉          | 中尉               |
| 高等官   | 八等     | 士官               | 兵曹長             | 特務士官          | 兵曹長            | 特務少尉          | 少尉               |
| 高等官   | 九等     |                    |                    |                   |                   |                   |                    |
| 判任官   | 一等     | 准士官             | 上等兵曹           | 准士官            | 上等兵曹          | 兵曹長            | 兵曹長             |

#### 特選制度
明治30年12月1日に兵曹長及び同相当官を置いた際に、海軍高等武官進級条令の改正により兵曹長及び機関兵曹長は特選により中尉・中機関士に任用することができる道が開かれた。1900年（明治33年）に初めての中尉が誕生している。しかし、名誉進級か戦死に伴った昇進であり、中尉として勤務できたものはいなかった。1920年（大正9年）の大改正までに昇進できたものも約100名程度にとどまっている。大改正により特務中尉・特務大尉の階級を新設し、特務大尉・機関特務大尉及び主計特務大尉は特選により各少佐・機関少佐及び主計少佐に任用することができるとしたが、従来は少尉と同等であった特務士官が特務大尉まで進級できるようになったため、大正年間には特選任用されたものは出ていない。1927年（昭和2年）になり主計特務大尉から士官たる主計少佐に昇進したものが現れた。1934年（昭和9年）に整備科を設けた際に海軍武官任用令を改正し、特務大尉及び航空特務大尉は少佐に、機関特務大尉及び整備特務大尉は機関少佐に、主計特務大尉は主計少佐に特選により各これを任用することができるとした。当初は、予備役編入寸前に特進する名誉少佐であったが、1937年（昭和12年）に至り、現役中に昇進する者がでてきた。海軍消滅までに、戦死者を含め各科約1800名が少佐に昇進している。1938年（昭和13年）に工作科を設けた際に海軍武官任用令を改正し、機関特務大尉及び整備特務大尉に加えて工作特務大尉も機関少佐に特選により各これを任用することができるとした。1942年（昭和17年）の海軍武官官階改正に伴い海軍武官任用令を改正し、軍楽少佐及び衛生少佐の特選に関する規定を設けて、特務士官である各科大尉は特選により当該科の少佐にこれを任用することができるとした。
また、1942年（昭和17年）に、兵科2名、機関科1名の現役中佐への昇進者がでた。
1944年（昭和19年）に海軍武官任用令を改正し、飛行予科練習生出身（操縦練習生・偵察練習生出身者を含む）の特務士官たる大尉は特選により士官たる大尉にこれを任用することができるとした。その後、1945年（昭和20年）の海軍武官任用令改正により、飛行予科練習生出身の兵科特務士官は中尉、少尉も特選により同官等の兵科士官にこれを任用することができるよう制度が拡充した。しかし適用をうけられたのは大尉への任用のみで10名に満たない。戦後の自衛隊では旧日本軍の予科練制度を航空学生として引き継いでいるが特務士官制度は廃止したため、防大や一般大学の卒業者との区別なく幹部候補生学校で教育を受け幹部となる。ただし、一般幹部とは昇進のスピードが違うなどのキャリアパスに格差が残っている。

## 他言語圏の軍の主な士官
各国軍においては士官候補生（Officer cadet）及び少尉（second lieutenant）以上の位が士官とされる。
階級の名前はその国の言語に異なる。また、同国でも陸軍と海軍などの軍隊によっても異なる。
中国人民解放軍（中華人民共和国）や中華民国国軍（台湾）では士官を「軍官」と呼び、「士官」は下士官を意味する。